# George Henry Willcocks
George Henry Willcocks (Londen, 23 februari 1899 – ?, 12 januari 1962) was een Brits componist, militaire kapelmeester en cornettist.

## Levensloop
Willcocks was cornettist bij de Band of the 4th Battalion Royal Fusiliers en werd later na de Band of the 1st Battalion Royal Fusiliers verzet. In 1920 werd hij instrukteur en trainer aan de Royal Military School of Music "Kneller Hall" in Twickenham. In 1924 behaalde hij zijn diploma als kapelmeester aan dit instituut en werd dirigent van de Band of the 2nd battalion South Wales Borderers. In 1937 werd hij bandmaster van de Band of H.M. Royal Artillery in Salisbury Plain. In 1938 werd hij chef-dirigent van de Band of H.M. Irish Guards in Londen. In 1949 ging hij met pensioen en stapte over naar de brassband beweging als "band trainer" en later als dirigent. In zijn tijd als dirigent van de bekende Black Dyke Mills Band maakte hij richting wijzende langspeelplaten- en cd-opnames.
Zijn composities waren vooral marsen, in eerste lijn voor militaire kapellen.

## Composities

### Werken voor harmonieorkest
- Consul
- Fordson Major
- Guards Armoured Division
- March: Pond Dashers
- March: The Champions
- Maytime in Madrid, voor cornet solo en brassband
- Sarafand
- Spirit of Freedom March
- The Palace Forecourt
- Will O'The Wisp
- Youth Triumphant